# EDTV
EDTV (ang. Enhanced-Definition TeleVision) - telewizja podwyższonej rozdzielczości.

## Charakterystyka
Obraz w tej rozdzielczości jest lepszy od SDTV, ponieważ nie występuje przeplot, który dzielił wizję na następujące po sobie pola - nieparzyste i parzyste.

## Odmiany
Istnieją dwie odmiany EDTV:
1. Rozmiarem przypomina system PAL, czyli 720x576p (format 4:3) i 1024x576p (format szerokoekranowy 16:9)
  1. Szybkość klatek: 25 klatek na sekundę
2. Rozmiarem przypomina system NTSC, czyli 720x480p (format 4:3)
  1. Szybkość klatek: 29.97 klatek na sekundę

## Zastosowanie
Rozdzielczość EDTV często spotykana jest wśród różnego rodzaju konsol do gier wideo, takich jak np. PlayStation czy Xbox360. Dzieje się tak, aby użytkownik nie doznawał zmęczenia oczu tak jak ma to miejsce w przypadku SDTV, czego główną przyczyną jest przeplot nadawanego obrazu. Filmy na płytach DVD są nagrywane tą rozdzielczością obrazu dla komfortu widza i lepszego dostrzegania szczegółów.